# Norvellina varia
Norvellina varia är en insektsart som beskrevs av Lindsay 1938. Norvellina varia ingår i släktet Norvellina och familjen dvärgstritar. Inga underarter finns listade i Catalogue of Life.